# Lijst van voetbalinterlands Soedan - Somalië
Deze lijst van voetbalinterlands is een overzicht van alle officiële voetbalwedstrijden tussen de nationale teams van Soedan en Somalië. De landen hebben tot op heden zes keer tegen elkaar gespeeld. De eerste ontmoeting, een groepswedstrijd tijdens de CECAFA Cup 1980, was op 20 november 1980 in Khartoem. Het laatste duel, een groepswedstrijd tijdens de CECAFA Cup 2012, werd gespeeld in Kampala (Oeganda) op 28 november 2012.

## Wedstrijden
| № | Plaats      | Datum            | Competitie                         | Wedstrijd        | Uitslag |
| - | ----------- | ---------------- | ---------------------------------- | ---------------- | ------- |
| 1 | Khartoem    | 20 november 1980 | CECAFA Cup 1980                    | Soedan − Somalië | 2 − 0   |
| 2 | Addis Abeba | 8 december 2004  | CECAFA Cup 2004                    | Soedan − Somalië | 4 − 0   |
| 3 | Kigali      | 29 november 2005 | CECAFA Cup 2005                    | Soedan − Somalië | 4 − 1   |
| 4 | Addis Abeba | 30 november 2006 | CECAFA Cup 2006                    | Soedan − Somalië | 3 − 0   |
| 5 | Beiroet     | 21 december 2006 | Arab Nations Cup 2009 kwalificatie | Soedan − Somalië | 6 − 1   |
| 6 | Kampala     | 28 november 2012 | CECAFA Cup 2012                    | Somalië − Soedan | 0 − 1   |

## Samenvatting
| Competitie                    | Totaal gespeeld | Winst Soedan | Gelijk | Winst Somalië | Doelsaldo Soedan – Somalië |
| ----------------------------- | --------------- | ------------ | ------ | ------------- | -------------------------- |
| CECAFA Cup                    | 5               | 5            | 0      | 0             | 14 − 1                     |
| Arab Nations Cup-kwalificatie | 1               | 1            | 0      | 0             | 6 − 1                      |
| Totaal                        | 6               | 6            | 0      | 0             | 20 − 2                     |

SFA ·
Bondscoaches ·
Topscorers ·
Soedanees vrouwenelftal
1956 · 
1957 · 
1958 · 
1959 · 
1960 · 
1961 · 
1962 · 
1963 · 
1964 · 
1965 · 
1966 · 
1967 · 
1968 · 
1969 · 
1970 · 
1971 · 
1972 · 
1973 · 
1974 · 
1975 · 
1976 · 
1977 · 
1978 · 
1979 · 
1980 · 
1981 · 
1982 · 
1983 · 
1984 · 
1985 · 
1986 · 
1987 · 
1988 · 
1989 · 
1990 · 
1991 · 
1992 · 
1993 · 
1994 · 
1995 · 
1996 · 
1997 · 
1998 · 
1999 · 
2000 · 
2001 · 
2002 · 
2003 · 
2004 · 
2005 · 
2006 · 
2007 · 
2008 · 
2009 · 
2010 · 
2011 · 
2012 · 
2013 · 
2014 ·
2015 ·
2016 ·
2017 ·
2018 ·
2019 ·
2020 ·
2021
Algerije ·
Angola ·
Bahrein ·
Bangladesh ·
Benin ·
Burkina Faso ·
Burundi ·
Centraal-Afrikaanse Republiek ·
China ·
Congo-Brazzaville ·
Congo-Kinshasa ·
Djibouti ·
Egypte ·
Equatoriaal-Guinea ·
Eritrea ·
Ethiopië ·
Gabon ·
Ghana ·
Guinee ·
Guinee-Bissau ·
Irak ·
Ivoorkust ·
Jemen ·
Jordanië ·
Kameroen ·
Kenia ·
Koeweit ·
Lesotho ·
Libanon ·
Liberia ·
Libië ·
Madagaskar ·
Malawi ·
Mali ·
Marokko ·
Mauritanië ·
Mauritius ·
Mozambique ·
Nieuw-Zeeland ·
Niger ·
Nigeria ·
Oeganda ·
Oman ·
Palestina ·
Qatar ·
Rwanda ·
Saoedi-Arabië ·
Sao Tomé en Principe ·
Senegal ·
Seychellen ·
Sierra Leone ·
Somalië ·
Sri Lanka ·
Swaziland ·
Syrië ·
Tanzania ·
Togo ·
Tsjaad ·
Tunesië ·
Verenigde Arabische Emiraten ·
Zambia ·
Zimbabwe ·
Zuid-Afrika ·
Zuid-Korea ·
Zuid-Soedan
SFF · A-internationals
1970-1979 ·
1980-1989 ·
1990-1999 ·
2000-2009 ·
2010-2019 ·
2020-2029
1972 ·
1973 · 
1974 · 
1975 · 
1976 · 
1977 · 
1978 · 
1979 ·
1980 · 
1981 ·
1982 · 
1983 · 
1984 · 
1985 · 
1986 · 
1987 ·
1988 ·
1989 ·
1990 ·
1991 ·
1992 ·
1993 ·
1994 · 
1995 · 
1996 ·
1997 ·
1998 ·
1999 · 
2000 · 
2001 · 
2002 · 
2003 · 
2004 · 
2005 · 
2006 · 
2007 · 
2008 · 
2009 · 
2010 · 
2011 · 
2012 ·
2013 ·
2014 ·
2015 ·
2016 ·
2017 ·
2018 ·
2019 ·
2020 ·
2021 ·
2022 ·
2023
Algerije ·
Botswana ·
Burundi ·
China ·
Djibouti ·
Egypte ·
Eritrea ·
Ethiopië ·
Ghana ·
Guinee ·
Kameroen ·
Kenia ·
Libanon ·
Malawi ·
Marokko ·
Mauritanië ·
Mozambique ·
Niger ·
Oeganda ·
Oman ·
Rwanda ·
Sierra Leone ·
Soedan ·
Swaziland ·
Tanzania ·
Tunesië ·
Zambia ·
Zimbabwe ·
Zuid-Soedan